# ÖFB Frauen-Bundesliga
ÖFB Frauen-Bundesliga – najwyższa w hierarchii klasa kobiecych ligowych rozgrywek piłkarskich w Austrii, będąca jednocześnie najwyższym szczeblem centralnym (I poziom ligowy), utworzona w 1972 roku i od samego początku zarządzana przez Austriacki Związek Piłki Nożnej (ÖFB). Zmagania w jej ramach toczą się cyklicznie (co sezon) i przeznaczone są dla 10 najlepszych krajowych klubów piłkarskich. Jej triumfator otrzymuje tytuł Mistrzyń Austrii, zaś najsłabsze drużyny są relegowane do 2. Ligi (II ligi austriackiej).

## Historia
Pierwsze nieoficjalne rozgrywki mające na celu wyłonienie mistrzyń kraju odbywały się już w latach 30. XX w. Rozegrano dwa sezony ligowych zmagań, oba wygrała drużyna Austrii Wiedeń. Potem jednak zaprzestano rozgrywek ze względu na Anschluss Austrii przez III Rzeszę. 
Rozgrywki, tym razem pod egidą Österreichischer Fußball-Bund wznowiono długo po wojnie, w 1972 roku pod nazwą Ostliga. Pierwszy sezon rozgrywek wygrała drużyna Favoritner AC. Wówczas, aż do 1981 roku, rozgrywki były toczone między sześcioma klubami. Na przestrzeni lat liczba klubów ulegała zmianie. Aktaualnie w lidze występuje 10 drużyn. Najwięcej tytułów zdobył klub SV Neulengbach.

## System rozgrywek
Rozgrywki składają się z 18 kolejek spotkań rozgrywanych pomiędzy drużynami systemem kołowym. Każda para drużyn rozgrywa ze sobą dwa mecze – jeden w roli gospodarza, drugi jako goście. Aktualnie w lidze występuje 10 zespołów. Drużyna zwycięska za wygrany mecz otrzymuje 3 punkty, 1 za remis oraz 0 za porażkę.
Zajęcie pierwszego miejsca po ostatniej kolejce spotkań oznacza zdobycie tytułu Mistrzyń Austrii w piłce nożnej. Mistrzynie Austrii kwalifikują się do eliminacji Ligi Mistrzyń UEFA. Zajęcie ostatniego miejsca wiąże się ze spadkiem drużyny do 2. Ligi.
W przypadku zdobycia tej samej liczby punktów, klasyfikacja końcowa ustalana jest na podstawie wyniku dwumeczu pomiędzy drużynami, w następnej kolejności, w przypadku remisu – na podstawie różnicy bramek w pojedynku bezpośrednim, następnie na podstawie ogólnego bilansu bramkowego osiągniętego w sezonie, większej liczby bramek zdobytych oraz w ostateczności za pomocą losowania.

## Uczestnicy w sezonie 2023/24
Na podstawie:
| Uczestnicy poprzedniej edycji                                                                                 | Uczestnicy poprzedniej edycji | Uczestnicy poprzedniej edycji | Uczestnicy poprzedniej edycji |
| --- | ----------------------------- | ----------------------------- | ----------------------------- |
| STP | SKN St. Pölten                | 1                             |                               |
| ALT | FFC Vorderland                | 2                             |                               |
| STR | Sturm Graz                    | 3                             |                               |
| NLB | USV Neulengbach               | 4                             |                               |
| FIR | First Vienna FC               | 5                             |                               |
| AWI | Austria Wiedeń                | 6                             |                               |
| BWL | Union Kleinmünchen            | 7                             |                               |
| FCB | FC Bergheim                   | 8                             |                               |
| WIN | Wacker Innsbruck              | 9                             |                               |
| Awans z 2. Ligi austriackiej                                                                                  |                               |                               |                               |
| FCD | SPG FC Lustenau/FC Dornbirn   | 1                             |                               |
| Oznaczenia: - kolumna pierwsza – skróty nazw drużyn, - kolumna trzecia – miejsce zajęte w poprzednim sezonie. |                               |                               |                               |

## Statystyka

### Tabela medalowa
Mistrzostwo Gibraltaru zostało do tej pory zdobyte przez 8 różnych drużyn. Pod uwagę są brane tylko rozgrywki od 1982 roku, ponieważ we wcześniejszych latach w lidze uczestniczyły jedynie kluby z Wiednia.
Stan na koniec sezonu 2022/23.
| Lp. | Klub               | Miejsca na podium | Miejsca na podium | Miejsca na podium | Zwycięskie sezony                              |   |   |                                                                        |
| --- | ------------------ | ----------------- | ----------------- | ----------------- | ---------------------------------------------- | - | - | ---------------------------------------------------------------------- |
| Lp. | Klub               | 1.                | SV Neulengbach    | 12                | Zwycięskie sezony                              | ? | ? | 2003, 2004, 2005, 2006, 2007, 2008, 2009, 2010, 2011, 2012, 2013, 2014 |
| 2.  | Union Kleinmünchen | 8                 | ?                 | ?                 | 1990, 1991, 1992, 1993, 1994, 1996, 1998, 1999 |   |   |                                                                        |
| 3.  | USC Landhaus       | 7                 | ?                 | ?                 | 1982, 1988, 1989, 1995, 1997, 2000, 2001       |   |   |                                                                        |
| 4.  | SKN St. Pölten     | 6                 | ?                 | ?                 | 2017, 2018, 2019, 2021, 2022, 2023             |   |   |                                                                        |
| 5.  | 1. DFC Leoben      | 2                 | ?                 | ?                 | 1986, 1987                                     |   |   |                                                                        |
| 6.  | SV Aspern          | 1                 | ?                 | ?                 | 1984                                           |   |   |                                                                        |
| 7.  | Innsbrucker AC     | 1                 | ?                 | ?                 | 2002                                           |   |   |                                                                        |
| 8.  | SC Ostbahn XI      | 1                 | ?                 | ?                 | 1985                                           |   |   |                                                                        |